# Champ Car World Series 2006

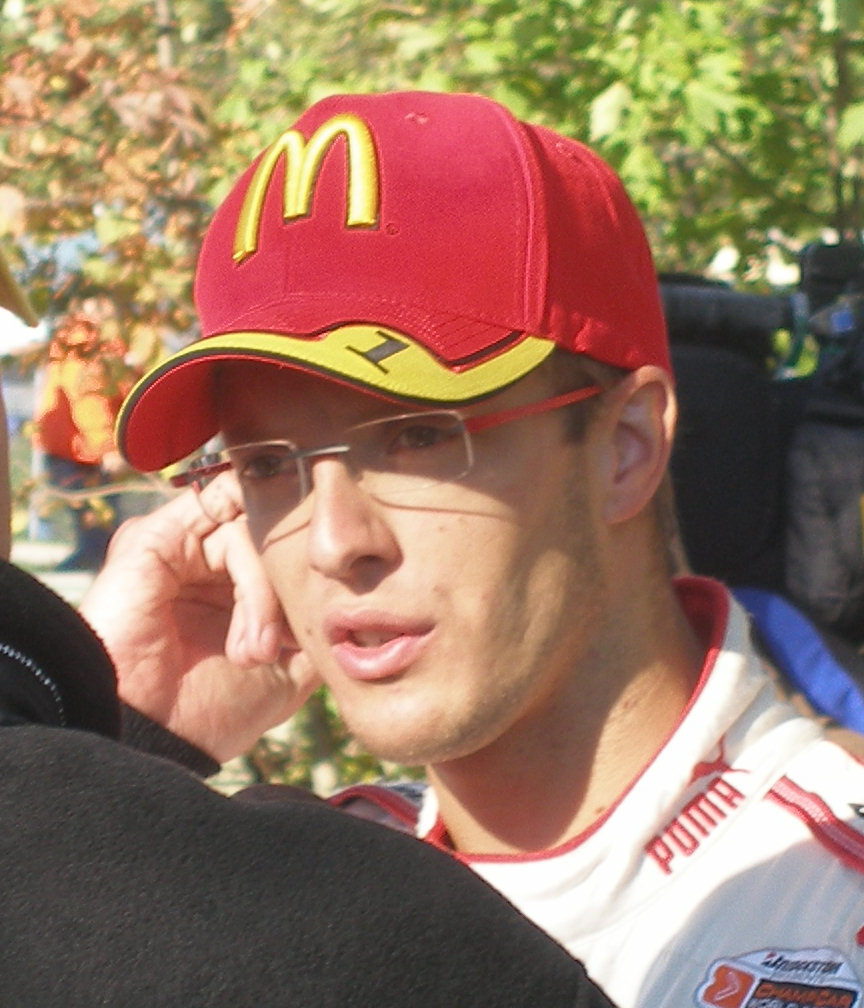
Sébastien Bourdais, champion de Champ Car World Series, édition 2006

La saison 2006 de Champ Car World Series a été remportée par le pilote français Sébastien Bourdais, au volant d'une Lola-Cosworth de l'écurie Newman/Haas Racing. Il s'agit de son troisième succès consécutif dans la discipline.

## Courses 2006
| N° | Date         | Épreuve                | Vainqueur          | Écurie             |
| -- | ------------ | ---------------------- | ------------------ | ------------------ |
| 1  | 9 avril      | GP de Long Beach       | Sébastien Bourdais | Newman/Haas Racing |
| 2  | 13 mai       | GP de Houston          | Sébastien Bourdais | Newman/Haas Racing |
| 3  | 21 mai       | GP de Monterrey        | Sébastien Bourdais | Newman/Haas Racing |
| 4  | 4 juin       | GP de Milwaukee        | Sébastien Bourdais | Newman/Haas Racing |
| 5  | 18 juin      | GP de Portland         | A.J. Allmendinger  | Forsythe Racing    |
| 6  | 25 juin      | GP de Cleveland        | A.J. Allmendinger  | Forsythe Racing    |
| 7  | 9 juillet    | GP de Toronto          | A.J. Allmendinger  | Forsythe Racing    |
| 8  | 23 juillet   | GP d'Edmonton          | Justin Wilson      | RuSPORT            |
| 9  | 30 juillet   | GP de San José         | Sébastien Bourdais | Newman/Haas Racing |
| 10 | 13 août      | GP de Denver           | A.J. Allmendinger  | Forsythe Racing    |
| 11 | 27 août      | GP de Montréal         | Sébastien Bourdais | Newman/Haas Racing |
| 12 | 23 septembre | GP d'Elkhart Lake      | A.J. Allmendinger  | Forsythe Racing    |
| 13 | 22 octobre   | GP de Surfers Paradise | Nelson Philippe    | CTE-HVM Racing     |
| 14 | 12 novembre  | GP de Mexico           | Sébastien Bourdais | Newman/Haas Racing |

## Classement des pilotes
| Classement | Pilote             | Pays        | Écurie                                      | Nombre de points |
| ---------- | ------------------ | ----------- | ------------------------------------------- | ---------------- |
| 1er        | Sébastien Bourdais | France      | Newman/Haas Racing                          | 387              |
| 2e         | Justin Wilson      | Royaume-Uni | RuSPORT                                     | 298              |
| 3e         | A.J. Allmendinger  | États-Unis  | RuSPORT et Forsythe Racing                  | 285              |
| 4e         | Nelson Philippe    | France      | HVM-CTE Racing                              | 231              |
| 5e         | Bruno Junqueira    | Brésil      | Newman/Haas Racing                          | 219              |
| 6e         | Will Power         | Australie   | Team Australia                              | 213              |
| 7e         | Paul Tracy         | Canada      | Forsythe Racing                             | 208              |
| 8e         | Alex Tagliani      | Canada      | Team Australia                              | 205              |
| 9e         | Mario Dominguez    | Mexique     | Forsythe Racing, Dale Coyne et Rocketsports | 201              |
| 10e        | Andrew Ranger      | Canada      | Mi-Jack Conquest                            | 200              |
| 11e        | Oriol Servia       | Espagne     | PKV Racing                                  | 196              |
| 12e        | Dan Clarke         | Royaume-Uni | HVM-CTE Racing                              | 175              |
| 13e        | Charles Zwolsman   | Pays-Bas    | Mi-Jack Conquest                            | 161              |
| 14e        | Jan Heylen         | Belgique    | Dale Coyne                                  | 140              |
| 15e        | Cristiano da Matta | Brésil      | Dale Coyne et RuSPORT                       | 134              |
| 16e        | Katherine Legge    | Royaume-Uni | PKV Racing                                  | 133              |
| 17e        | Nicky Pastorelli   | Pays-Bas    | Rocketsports                                | 73               |
| 18e        | Antônio Pizzonia   | Brésil      | Rocketsports                                | 43               |
| 19e        | Tonis Kasemets     | Estonie     | Rocketsports                                | 34               |
| 20e        | Andreas Wirth (en) | Allemagne   | Dale Coyne                                  | 19               |
| 21e        | Ryan Briscoe       | Australie   | PKV Racing                                  | 17               |
| 22e        | David Martinez     | Mexique     | Forsythe Racing                             | 13               |
| 23e        | Buddy Rice         | États-Unis  | Forsythe Racing                             | 11               |
| 24e        | Jimmy Vasser       | États-Unis  | PKV Racing                                  | 7                |
| 25e        | Juan Caceres       | Uruguay     | Dale Coyne                                  | 6                |

## Données techniques
- Propulsion
  - Moteur : Ford-Cosworth XFE
  - Type : Turbocompressé
  - Puissance : 750 ch
  - Régime maximal : 12 000 tours par minute
  - Angle : 75°
  - Nombre de cylindres : 8
  - Nombre de soupapes : 32
  - Poids : 120 kg
  - Longueur : 539 mm
  - Électronique : Cosworth
  - Carburant : Méthanol

- Boîte de vitesses
  - Boîte : Lola
  - Nombre de vitesse : 6 ou 7
  - Type : séquentielle à levier
  - Comprend aussi : marche arrière et point mort

- Châssis
  - Châssis : Lola B2/00
  - Matériel : Fibre de carbone
  - Freins : Brembo en acier 32,8 cm par 2,8 cm
  - Roues : OZ ou BBS – avant : 38 cm par 25 cm, arrière : 38 cm par 36 cm
  - Empattement : 305 cm
  - Longueur totale : 498 cm
  - Largeur totale : 203 cm
  - Poids minimal : 710 kg sans pilote (699 kg sur super ovale)

- Pneus
  - Pneus : Bridgestone Potenza
  - Type : « slick »
  - Largeur avant : 25 cm
  - Largeur arrière : 36 cm